# Mariotti-Prozesse

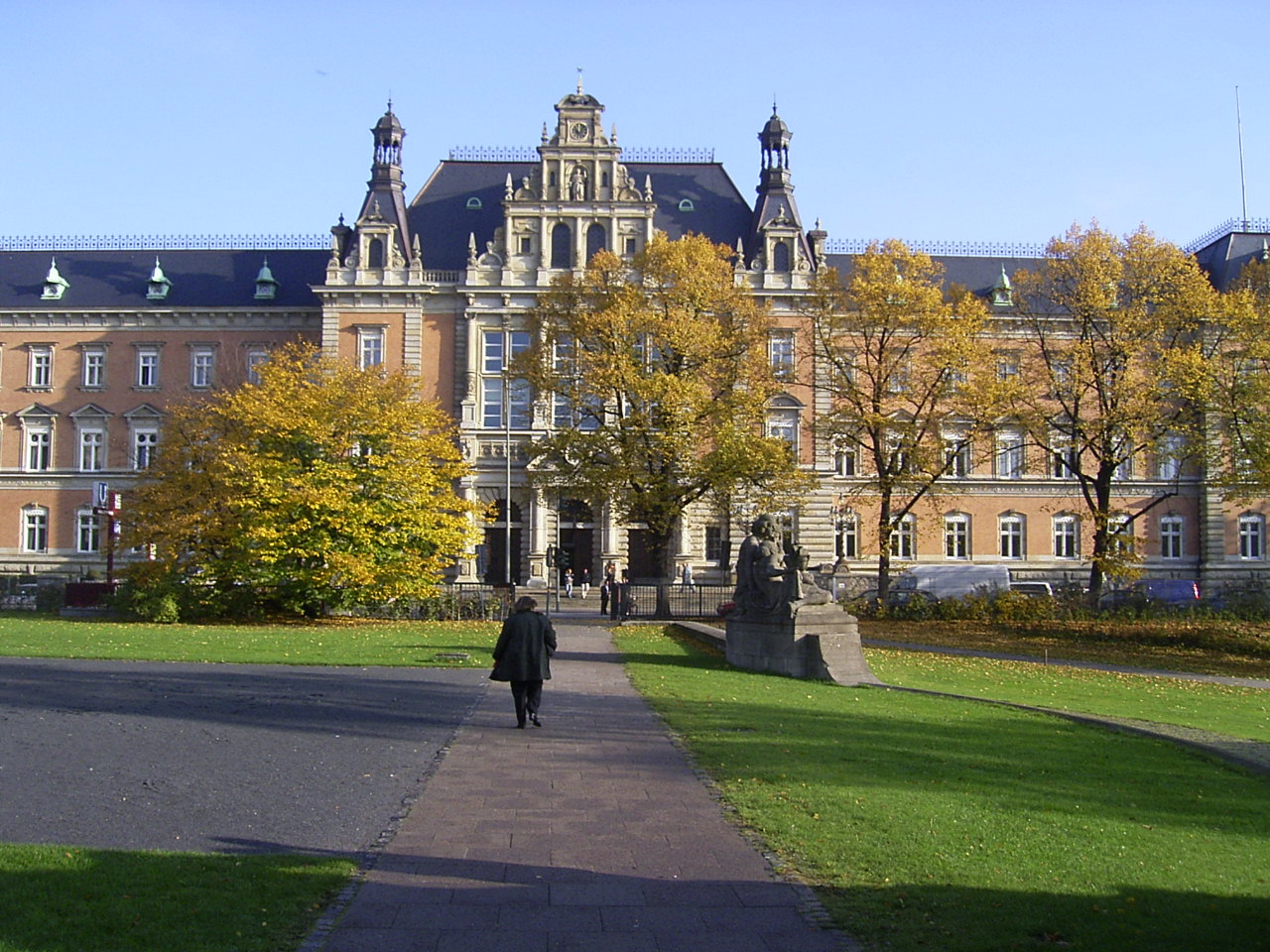
Das Strafjustizgebäude in Hamburg, in dem dreimal zwischen 1963 und 1965 gegen Eva Mariotti verhandelt wurde

Die Mariotti-Prozesse waren drei Strafprozesse vor dem Landgericht Hamburg in den Jahren von 1963 bis 1965. Angeklagt war bei jedem der Prozesse Eva Mariotti, der vorgeworfen wurde, 1946 an einem Raubmord beteiligt gewesen zu sein. Der erste Prozess endete, nachdem das Gericht einen Aussetzungsbeschluss gefasst hatte, der dazu führte, dass der Prozess platzte. Im zweiten Mariotti-Prozess wurde die Angeklagte für schuldig befunden und zu einer lebenslänglichen Zuchthausstrafe verurteilt – das Urteil wurde durch den Bundesgerichtshof allerdings aufgehoben. Im dritten Prozess wurde Eva Mariotti rechtskräftig freigesprochen. Die Prozesse erregten erhebliche Aufmerksamkeit in der westdeutschen Öffentlichkeit.

## Die Angeklagte
Eva Maria Mariotti wurde am 24. Dezember 1917 in Prag als Eva Maria Stiebeck geboren. Sie wuchs als Kind wohlhabender Eltern in Prag auf und heiratete mit 18 Jahren einen ansonsten unbekannten Nemecek. Die Ehe wurde bereits nach zehn Monaten geschieden, aus ihr ging aber eine Tochter hervor. Nach der Zerschlagung der Tschechoslowakei und der Errichtung des Protektorats Böhmen und Mähren arrangierte sie sich mit den Besatzungsbehörden und handelte mit Antiquitäten. In dieser Zeit war sie mit einem Dr. Kunze verlobt. Mit dem Näherrücken der Roten Armee half sie noch, die Antiquitäten aus Tschechien nach Deutschland zu bringen, und floh letztlich nach Hamburg. Sie wollte nach dem Krieg Deutschland verlassen und nach Südamerika auswandern, was unmittelbar nach Kriegsende nur Familienangehörigen von Staatsbürgern alliierter Staaten möglich war. So heiratete sie den Franzosen André Mariotti, der im Schwarzhandel aktiv war. Eine seiner Geschäftspartnerinnen war die Witwe Moser, das spätere Mordopfer.
Kurz vor dem Auffinden der Leiche hatte Eva Mariotti zusammen mit einem Bekannten, dem Tschechen Erich Sterba, Hamburg in Richtung Esslingen am Neckar verlassen. Von dort reiste sie weiter in die Schweiz, hinter der Grenze allerdings wurden sie und Erich Sterba aufgegriffen und nach einigen Tagen wieder nach Deutschland abgeschoben. Die Wege von Eva Mariotti und Erich Sterba trennten sich nun: Er ging zurück in die Tschechoslowakei, sie lebte zunächst unter falschem Namen in München und dann in Paris. 1951 wanderte sie zusammen mit ihrer Mutter und ihrer Tochter nach Südamerika aus. Sie gründete ein Modegeschäft in La Paz, verließ Bolivien 1953 aber wieder. Nachdem sie eine Zeit in Buenos Aires gelebt hatte, zog sie nach Brasilien; dort lebte sie unter verschiedenen Namen in Rio de Janeiro und schließlich in São Paulo, wo sie sich Sylvia Sousa-Leith nannte. Im Jahr 1960 erkannte sie ein Deutsch-Brasilianer auf einem Bild in der Neuen Illustrierten. Sie wurde von brasilianischen Behörden aufgrund eines internationalen Haftbefehls festgenommen und 1961 an die Bundesrepublik Deutschland ausgeliefert.
Nach den Prozessen erhielt Eva Mariotti 200.000 DM Entschädigung und zog nach Gran Canaria, wo sie in Vecindario einen Kunstgewerbeladen eröffnete. 1972 fiel sie von einer Leiter und wurde bei einer nachfolgenden Operation Opfer eines ärztlichen Kunstfehlers. Sie litt danach unter ständigen Schmerzen und war auf Krücken angewiesen. Zur Weiterbehandlung wollte sie sich nach Deutschland begeben. Da ihr Pass aber abgelaufen war, wurde ihr die Einreise verweigert. 1979 starb sie einsam und verarmt.

## Tat
Am 28. Juni 1946 wurde die Zahnarztwitwe Maria Moser in ihrer Wohnung im vierten Stock im Loogestieg 8 in Hamburg-Eppendorf ermordet. Ihre Leiche wurde am 30. Juni 1946 in einer Blutlache in der Küche der Wohnung gefunden. Im Haar und um den Kopf fanden sich grüne Glasscherben. Größere Scherben konnten nicht gefunden werden, aber der Stöpsel einer Flasche oder einer Karaffe. Die Obduktion ergab Schädelverletzungen, die auf die Einwirkung mit einem stumpfen Gegenstand hindeuteten, diese waren aber nicht unmittelbar ursächlich für den Tod. Todesursache war vielmehr eine Erdrosselung mit einem roten Tuch, das noch um den Hals der Toten lag.
Maria Moser war eine wohlhabende Witwe eines ehemaligen Zahnarztes am Hofe des griechischen Königs, die ihren Wohlstand auf dem Schwarzmarkt der Nachkriegszeit noch hatte vermehren können. Sie hatte unter anderem eine Beziehung mit der später des Mordes beschuldigten Eva Mariotti, die Hamburg am Tag des Mordes verließ, um ins Ausland zu reisen.

## Ermittlungen
Die Kriminalpolizei Hamburgs hatte zum Zeitpunkt des Mordes einen Mangel an erfahrenen Kriminalisten, da zahlreiche Kriminalbeamte im Rahmen der Entnazifizierung als belastet entlassen worden waren. In der Folge wurde die Spurensicherung nur unzureichend vorgenommen. Die Beamten waren davon ausgegangen, dass die Küche der Tatort sei, in andere Räume der Wohnung wurde nur flüchtig hineingesehen. Eine Aufstellung der in der Wohnung gefundenen Wertgegenstände unterblieb, so dass eine Feststellung, inwiefern etwas wann durch wen entwendet wurde, schwer möglich war. Die Blutspuren in der Küche wurden protokolliert, aber nicht fotografiert. Ob ein blutiger Schuhabdruck von Beamten oder dem Täter verursacht wurde, konnte so nicht geklärt werden. Auch ob ein blutiger Abdruck eines Damenschuhs vorhanden war, konnte später nicht rekonstruiert werden.
Der Mann, der im Jahr 1946 zusammen mit Eva Mariotti Hamburg verließ, wurde beim Versuch, illegal die Tschechoslowakei zu verlassen, festgenommen. Er gestand gegenüber den tschechoslowakischen Behörden, dass er die Witwe Moser getötet habe, allerdings auf Veranlassung von Mariotti, die auch Haupttäterin gewesen sei. 1950 wurde er hierfür vom Kreisgericht in Mährisch-Ostrau verurteilt. Von den ausgeurteilten 30 Jahren Freiheitsstrafe saß er dreizehn ab. Gemäß dem Rechtsgrundsatz ne bis in idem konnte Sterba wegen der bereits erfolgten Verurteilung und Bestrafung nicht erneut angeklagt werden. Er hatte daher für die Prozesse gegen Eva Mariotti eine dem Kronzeugen vergleichbare Bedeutung.

## Prozesse
Dreimal wurde der Prozess vor dem Schwurgericht des Landgerichtes Hamburg gegen Frau Mariotti eröffnet. Gerhard Mauz verglich dies mit „einer Hinrichtung mit dem Handbeil, bei der dem Henker die Nerven versagen“. Das Schwurgericht war seinerzeit noch mit drei Berufsrichtern und sechs Schöffen besetzt. Die Aufgabe der Schöffen war und ist auch heute nicht mit der einer amerikanischen Jury vergleichbar, die nur über Schuld und Unschuld zu entscheiden hat, während der Berufsrichter danach das Urteil spricht; vielmehr waren und sind Schöffen im deutschen Strafprozessrecht mit den Berufsrichtern bei der Urteilsfindung gleichberechtigt und konnten am Schwurgericht durch die Zusammensetzung sechs Schöffen zu drei Berufsrichtern wegen der notwendigen Zweidrittelmehrheit die Berufsrichter überstimmen.
Verteidigt wurde Eva Mariotti in allen drei Prozessen durch den seinerzeit 31 Jahre alten Rechtsanwalt Bernhard Servatius, der später eine wichtige Position in der Axel Springer AG innehatte. Angeblich soll Servatius das Mandat der Verwechslung mit Robert Servatius, dem Verteidiger im Eichmann-Prozess, verdankt haben. Der Erfolg in diesem Verfahren wurde Grundlage für seine Bekanntheit als Rechtsanwalt, auch wenn er insgesamt in nur vier Strafprozessen auftrat. Nach den Prozessen sagte Eva Mariotti: „Dr. Servatius war der einzige Mensch, an den ich in all den schweren Jahren noch glaubte. Er machte mir immer Mut.“ Die Prozesse und die Untersuchungshaft nahmen Eva Mariotti sehr mit. Bereits zum Ende des zweiten Prozesses wurde sie als gebrochene Frau beschrieben, die ihres Geistes und ihrer Glieder nicht mehr mächtig sei und aussehe wie 65.

### Erster Prozess 1963
Die Hauptverhandlung zum ersten Mordprozess gegen Eva Mariotti wurde am 3. Juli 1963 unter dem Vorsitz des Landgerichtsdirektors Kurt Steckel eröffnet. Steckel wurde 1901 geboren und schloss mit 22 Jahren seine juristischen Studien mit dem Ersten Staatsexamen ab. Anschließend begann er das Referendariat und wurde 1927 Staatsanwalt beim Landgericht Königsberg. Er war während des Zweiten Weltkrieges auch Ankläger am Sondergericht in Königsberg. Von Februar 1945 bis April 1945 war er als Ankläger an den Volksgerichtshof abgeordnet. Nach dem Krieg war Steckel bis 1947 im Wohnungsamt in Hamburg tätig, bevor er im Oktober 1947 zunächst Hilfsrichter und im März 1948 Richter auf Lebenszeit und Landgerichtsdirektor wurde. Die Verhandlungsführung Steckels im Mariotti-Prozess wurde als scharf empfunden.
Eva Mariotti sagte aus und bestritt die ihr vorgeworfene Tat. Als sie bei ihren Einlassungen blieb, wurde der Zeuge Erich Sterba überraschend am Nachmittag des ersten Verhandlungstages aufgerufen. Dass Sterba zur Aussage erscheinen würde, war vor dem Aufruf nur dem Vorsitzenden des Gerichtes und dem Sitzungsvertreter der Staatsanwaltschaft bekannt. Sterba sagte aus, dass er mit Frau Mariotti die Witwe Moser beraubt und ermordet habe.
Der erste Prozess gegen Eva Mariotti vor dem Landgericht Hamburg endete nicht mit einem Urteil, sondern mit einem Beweisbeschluss, dass ein Untermieter der Ermordeten noch ermittelt und vernommen werden solle, sowie dem Beschluss, das Verfahren auszusetzen. Dieses Ende kam für die Presse sehr überraschend. Der Hintergrund dieses Beschlusses, der zum Scheitern des ersten Prozesses führte, soll laut Mitteilung eines Schöffen gegenüber der Boulevardpresse gewesen sein, dass bei den Beratungen des Schwurgerichtes die Schöffen Eva Mariotti freisprechen, die drei Berufsrichter sie aber verurteilen wollten. Eine Abstimmung zur Schuldfrage habe daher eine Mehrheit für einen Freispruch ergeben, worauf Steckel dies zu einer Probeabstimmung erklärt habe. Kurt Steckel bestritt allerdings diese Version.

### Zweiter Prozess 1964
Am Montag, dem 24. Februar 1964, begann der zweite Prozess gegen Mariotti. Zu Beginn der Hauptverhandlung herrschte ein erheblicher Publikumsandrang. Vorsitzender Richter war der damalige Landgerichtsdirektor Ehrhardt. Der 1913 in Münster geborene Wolf-Dietrich Ehrhardt hatte 1938 sein Zweites Juristisches Staatsexamen bestanden und war 1946 in den Justizdienst eingetreten, er war später von 1972 bis 1980 Präsident des Landgerichtes in Hamburg. Ihm beigeordnet waren zwei weitere Landgerichtsdirektoren als Berufsrichter sowie ein Oberverwaltungsdirektor, ein Maschinenschlosser, eine Stenotypistin, eine Lehrerin, ein Klempner und ein Schlosser als Schöffe.
Der zweite Mordprozess dauerte zwei Wochen. Es wurden 65 Zeugen vernommen. Die Angeklagte bestritt die Tat und sagte aus, verstrickte sich mit einigen Ungenauigkeiten aber in Widersprüche, die ihre Glaubwürdigkeit schwer erschütterten. Am Tag der Urteilsverkündung gab es einen derartigen Zuschauerandrang, dass nur ein Teil der Öffentlichkeit eingelassen werden konnte, da der Saal nicht genug Sitzplätze hatte. Am 12. März 1964 wurde Eva Mariotti durch das Schwurgericht wegen gemeinschaftlichen Mordes und schweren Raubes zu einer lebenslangen Zuchthausstrafe und Ehrverlust verurteilt.
Im Dezember 1964 wurde das Urteil durch den 5. Strafsenat des Bundesgerichtshofs aufgehoben. Eva Mariottis Verteidigung hatte sieben Gründe für die Revision angegeben. Dem Bundesgerichtshof genügte ein Formfehler, um die Verurteilung aufzuheben. Die Berufsrichter hatten vor der Eröffnung der Hauptverhandlung eine Begehung des Tatorts vorgenommen und hierüber ein Protokoll angefertigt. Dieses Protokoll war nicht in die Hauptverhandlung eingebracht worden, aber dem Urteil mit zugrunde gelegt worden. Gerhard Mauz bezeichnete dies als „plattfüßigen Formfehler“; Rudolf Augstein nannte es im Rahmen einer Besprechung des Wiederaufnahmeverfahrens von Vera Brühne „einen wohl groben formalen Mangel“.

### Dritter Prozess 1965
Geleitet wurde der dritte Prozess, der am 31. März 1965 begann, von dem damals 45 Jahre alten Landgerichtsdirektor Heinrich Backen, Berichterstatter war der Landgerichtsrat Peter Rieß, der bereits an der Entscheidungsfindung im zweiten Mariotti-Prozess teilgenommen hatte. Neben den drei Berufsrichtern waren als Geschworene eine Handelslehrerin, zwei Hausfrauen, ein Ortsamtsvorsteher, ein Betriebsrat und ein kaufmännischer Angestellter in das Schwurgericht berufen worden. Die Verhandlungsführung des Vorsitzenden Backen wurde als ruhig und freundlich beschrieben.
Hatte die Angeklagte in den beiden vorherigen Prozessen ausgesagt, erklärte diesmal ihr Verteidiger für sie, dass sie die Tat bestreite, aber keine weiteren Aussagen tätigen würde. Das sei in dieser Form von der Verteidigung empfohlen worden. Erneut sagte der Zeuge Sterba aus. Er hatte sich selbst über vierzigmal widersprochen, hielt aber am Kern der Aussage fest, dass er von Frau Mariotti angestiftet worden sei. Nach seiner Aussage hatte er von hinten mit einem mitgebrachten Stuhlbein auf die Witwe Moser eingeschlagen, als sie auf dem Harmonium in einem Erkerzimmer das Ave Maria spielte. Eva Mariotti habe die Witwe gewürgt. Nach der Tat sei das Opfer durch den Flur der Wohnung in die Küche geschleift worden. Das Gericht sollte noch einen Ortstermin in der ehemaligen Wohnung der Witwe Moser veranlassen. Die Vernehmung des ehemaligen Untermieters der Frau Moser, der sich nach ihrem Tod verschiedener Wertgegenstände bemächtigt hatte, geriet zu einer ungewöhnlichen Episode: Der Zeuge erklärte, dass seine mittlerweile aufgebaute bürgerliche Existenz in Gefahr geriete, falls seine damaligen Handlungen erneut in die Öffentlichkeit gezerrt würden. Das Gericht bat die Journalisten auf die Nennung des Namens des Zeugen zu verzichten. Die Boulevardpresse titelte daraufhin: „Gericht ließ sich unter Druck setzen. Mariotti-Zeuge droht mit Selbstmord“.
Aufsehen im dritten Prozess erregten vor allem Ereignisse während des Plädoyers der Staatsanwaltschaft. Das Plädoyer war auf zwei Tage angelegt. Am ersten Tag plädierte Oberstaatsanwalt Heinrich Hellge, der sich unter anderem mit dem Schweigen der Angeklagten befasste. Er legte es zuungunsten der Angeklagten aus, da dies darauf hindeute, dass Frau Mariotti etwas zu verbergen habe. Am 21. Verhandlungstag sprach zunächst der Staatsanwalt Zöller und befasste sich mit den Aussagen Sterbas. Als nach ihm noch einmal Oberstaatsanwalt Hellge plädieren sollte, meldete sich ein Herr aus dem Publikum zu Wort. Das Wort wurde ihm vom Vorsitzenden erteilt. Es war Ernst Buchholz, der damalige Generalstaatsanwalt Hamburgs. Entgegen dem Vortrag des Oberstaatsanwaltes vom Vortag erklärte er: „Der Angeklagte muß von seinem Recht auf Schweigen ohne Risiko und ohne Furcht Gebrauch machen können. Falls die Angeklagte Mariotti, wie sie behauptet, die Tat nicht begangen haben sollte, wäre ihr Schweigen auch psychologisch verständlich.“ Nach eigenen Angaben hatte er durch diese öffentliche Erklärung den liberalen Ruf seiner Behörde bewahren wollen. Der Oberstaatsanwalt beantragte nach einer kurzen Unterbrechung gleichwohl eine lebenslängliche Zuchthausstrafe. Dieses öffentliche Eingreifen eines Generalstaatsanwaltes während der öffentlichen Verhandlung stellt einen in der Rechtsgeschichte der Bundesrepublik einmaligen Vorgang dar. Das Plädoyer der Verteidigung dauerte sechs Stunden. Der Verteidiger Bernhard Servatius sprach frei, nur unterstützt durch ein Blatt mit Stichworten.
Am 14. Juli 1965 wurde das Urteil verkündet, es lautete auf Freispruch. Begründet wurde das Urteil mit gravierenden Widersprüchen in den Aussagen Sterbas. Der Ortstermin habe auch ergeben, dass die Leiche durch einen langen und schmalen Flur hätte gezogen werden müssen, wenn man der Aussage Sterbas glauben wollte. Das passe aber nicht zu der Spurenlage. Ob das Schweigen gegen die Angeklagte verwendet werden dürfte, ließ das Landgericht offen, jedenfalls dürfe ein ihr von der Verteidigung empfohlenes Vorgehen nicht gegen sie verwendet werden.

## Prozesse in den Medien

### Allgemeine Öffentlichkeit
Gerhard Mauz schrieb 1965 anlässlich des dritten Mariotti-Prozesses:

„1963 und 1964 machten die Mariotti-Prozesse jeweils für Wochen Schlagzeilen. Das Stück ist zum Überdruß gelaufen. Die Geschworenen, drei Männer, drei Frauen, kennen es, wie die drei Richter es kennen, obwohl sie alle 1963 und 1964 nicht direkt beteiligt waren und zweifellos so frisch wie ein weißes Blatt Papier in die Sache eintreten wollten. Die Mariotti – das klingt wie »die Callas«, wie »die Tebaldi«; da schaltet jeder auf Empfang.“

In der Zeit wurde bereits anlässlich des ersten Prozesses darauf hingewiesen, dass eine Verhandlung 17 Jahre nach einem Raubmord eher ungewöhnlich sei. Als ebenso „sensationell“ wie der Fall selbst wurde hierbei auch das Schwanken der Abneigungen in Presse und Öffentlichkeit beschrieben: Waren beide zunächst gegen Eva Mariotti eingestellt, schwenkte die Abneigung zuungunsten des Vorsitzenden des Gerichtes um. Bereits vor der Eröffnung der Hauptverhandlung hatte der Stern eine Darstellung des Tatablaufs veröffentlicht, die sich einseitig auf Aussagen Erich Sterbas stützte. Die Bild-Zeitung veröffentlichte während des ersten Prozesses am 9. Juli 1963 ein Bild des Zeugen Sterba und eines der Angeklagten je aus dem Jahr 1946. Während er als bereit beschrieben wurde, alles für die Frau, die er liebte, zu tun, wurde über sie geschrieben, sie sei „blond, kühl, berechnend. Sie mißbraucht ihn für ihre Ziele“. Bild titelte am 10. Juli 1963: Freispruch für Eva Mariotti?, und zeigte zusätzlich auf Seite 2 ein Bild von der Feier zum vierzigsten Dienstjubiläum des Vorsitzenden Richters mit der Anmerkung: „Mariotti-Richter feierte gestern sein Jubiläum – Am Tag vor dem Urteil.“ Auf Seite 3 war dem ein Bild der nach dem Schlusswort in den Armen einer Wärterin zusammengesunkenen Angeklagten gegenübergestellt. Die Hamburger Morgenpost vermutete nach dem Beschluss zur Aussetzung des Verfahrens, dass der noch zu befragende ehemalige Untermieter der Tat dringend verdächtig sei, die Bild-Zeitung hatte sogar eine Belohnung zur Ergreifung des angeblich flüchtigen Untermieters ausgelobt. Der Mann musste in der Folge kurzzeitig Polizeischutz in Anspruch nehmen.
Helmut Schmidt kritisierte 1964 die Berichterstattung zum Mariotti-Prozess. Sowohl die Darstellung der Beschuldigten in der Presse zu Beginn des Verfahrens, die wie eine Überführte behandelt wurde, als auch das spätere Umschwenken auf die Darstellung als Unschuldige, bevor das Urteil gesprochen war, hätten die richterliche Unabhängigkeit beeinträchtigt. Die Vorverurteilung wurde in der Zeit auch anderweitig kritisiert.
Der zweite Mariotti-Prozess wurde 1964 in der Zeit mit Hexenprozessen verglichen und als „Hexenprozess 1964“ bezeichnet.
Noch 40 Jahre nach den Mariotti-Prozessen bezeichnete Die Welt den dritten Mariotti-Prozess als „absoluten Sensationsprozess“.
In der Fernsehreihe Recht oder Unrecht wurde 1970 in zwei Folgen der Prozess Marrotti dargestellt. Das Drehbuch stammte von Robert Adolf Stemmle, der auch Regie führte, die Rolle der Mariotti wurde von Maria Becker gespielt. Die Sendung über den Fall Mariotti war äußerst authentisch angelegt, Aussagen waren wörtlich aus Prozessprotokollen entnommen, Szenen Originalaufnahmen nachempfunden, die Hauptdarstellerin wurde wie die Angeklagte eingekleidet. Die Sendung des SWR sollte wie die gesamte Reihe, die sich mit Justizirrtümern befasste, Anregungen für Strafrechtsreformen geben. In der Anfang 2005 erstmals ausgestrahlten und vom NDR und Radio Bremen co-produzierten Reihe Justizirrtum! wurde unter dem Titel Mord beim Ave Maria von Raymond Ley auch der Fall Mariotti behandelt. Diese Reihe war laut Berliner Zeitung sehenswert, wenn auch die Beiträge weniger auf eigenen Recherchen beruhten, sondern als Inszenierung angelegt waren. In der Welt wurde geschrieben, dass die Reihe nur geringfügig niveauvoller sei als Dokumentationen über sogenannte „wahre Verbrechen“ auf Privatsendern; insbesondere bei der Folge Mord beim Ave Maria seien die Spielszenen „peinlich naiv inszeniert“. Der Tagesspiegel urteilte, dass man angesichts der in verschiedenen Variationen nachgestellten Mordszene froh über den späten Sendetermin sei. Der Dokumentarfilmer Jörg Kunkel und der Historiker Thomas Schuhbauer gaben zur Reihe von 2005 ein Begleitbuch heraus.

### Fachöffentlichkeit
In der Folge des Auftretens des Generalstaatsanwaltes während des Plädoyers im letzten Mariotti-Prozess entstand eine Fachdiskussion um die Frage der Verwertbarkeit des Schweigens eines Angeklagten in der Hauptverhandlung. Eröffnet wurde die Debatte durch einen Aufsatz des Bundesanwalts Max Kohlhaas in der Deutschen Richterzeitung. In diesem Aufsatz kritisierte Kohlhaas zum einen das Auftreten des Generalstaatsanwaltes und widersprach Buchholz’ Auffassung zum anderen auch rechtlich. Nach Kohlhaas’ Auffassung sollte es sich beim Bestreiten der Tat um eine Teileinlassung handeln, das Schweigen sei lückenhaft und damit der richterlichen Beweiswürdigung zugänglich. Buchholz habe mit seinem Eingriff ohne Robe sich selbst der Gefahr ausgesetzt, sich in eine peinliche Lage zu bringen, er habe außerdem eine „moralische Abwertung des Sitzungsvertreters“ herbeigeführt und so einen allgemeinen Schaden in der Öffentlichkeit verursacht. In der Juristischen Rundschau griff der Staatsanwalt Hans Fuhrmann die Kritik von Kohlhaas an Buchholz auf. Fuhrmanns Ansicht nach sei das Zeugnisverweigerungsrecht eines Angeklagten auf die vollständige Verweigerung aller Einlassungen beschränkt. In allen übrigen Fällen, wie auch dem der Mariotti, müsse der Grundsatz der freien Beweiswürdigung erhalten bleiben, alles andere sei lebensfremd. Buchholz hätte sich vor seinen Äußerungen über die Rechtslage versichern müssen, das sei ein derartig hoher Repräsentant der Justiz seinem Amte schuldig. Die Auffassung von Buchholz wurde geteilt von Gerhard F. Kramer, einem seiner Vorgänger im Amt des Generalstaatsanwalts, der Kohlhaas vorwarf, sich auf eine veraltete Gesetzesfassung und die hierzu ergangene höchstrichterliche Rechtsprechung zu berufen. Es war 1964 zur sogenannten „Kleinen Strafprozessrechtsreform“ gekommen, die Teil eines länger andauernden Reformprozesses des Straf- und Strafprozessrechts war.

Mit Beschluss vom 29. August 1974 entschied der 4. Strafsenat des Bundesgerichtshofes die rechtliche Streitfrage dahingehend, dass das Schweigen eines Angeklagten nicht gegen ihn verwendet werden dürfe, wenn er ansonsten die Tat nur bestreite. Der 5. Strafsenat des Bundesgerichtshofes schloss sich dem 1992 an und entschied: 

„Allerdings darf bei Teileinlassung des Angeklagten sein Schweigen zu einzelnen Fragen gegen ihn verwertet werden (BGHSt 20, 298; 32, 140, 145; BGH bei Dallinger MDR 1968, 203). Eine Teileinlassung in diesem Sinne ist jedoch dann nicht gegeben, wenn der Beschuldigte seine Schuld lediglich grundsätzlich bestreitet.“